# Ayat Allah El Anouar
Ayat Allah Elanouar, née le 12 octobre 2002, est une nageuse marocaine.

## Carrière
Ayat Allah El Anouar est médaillée de bronze en 5 kilomètres en eau libre aux Jeux africains de plage de 2019 à Sal, derrière l'Algérienne Sara Moualfi et la Tunisienne Alya Gara.
Elle remporte aux Championnats d'Afrique de natation 2021 à Accra la médaille de bronze sur 3 km en eau libre.